# グラボベ
グラボベまたはグラボボ（ウクライナ語: Грабове、英語: Hrabove）は、ウクライナ東部ドネツィク州にある村である。地域の中心ドネツィクの東北東約60kmに位置し、最も近いロシアとの国境までの距離は約40kmである。
2014年7月17日17時15分頃（現地時刻）、マレーシア航空17便が墜落、乗員・乗客298人全員が死亡した。